# XHTML Friends Network
XHTML Friends Network (XFN) est un microformat destiné à indiquer les relations existant entre les individus via les liens établis entre leurs sites.
Par exemple, pour indiquer que je suis un ami de Paul (friend), et je l’ai déjà rencontré (met), je vais ajouter dans le code du lien les deux attributs :
<a href="paul.example.com" rel="friend met">le site de Paul</a>
Ce microformat a été créé par Tantek Çelik, Matthew Mullenweg et Eric Meyer.